# Malcolm McEachern
Malcolm McEachern (Albury, 1º aprile 1883 – Londra, 17 gennaio 1945) è stato un cantante australiano.

## Biografia
Uno dei più famosi cantanti d'opera australiani del tempo, figlio di Archibald Hector McEachern e Rebecca Mary, lavorò con Nellie Melba e Ada Crossley. Il 2 febbraio 1916 si sposò con la pianista Hazel Hogarth Doyle che in seguito lo affiancò nel lavoro nel suo tour americano.
Malato di tumore all'esofago morì in seguito ad un'operazione sostenuta a Londra il 17 gennaio 1945